# Gauliga Gdańsk-Prusy Zachodnie
Gauliga Danzig-Westpreußen (Gauliga Gdańsk-Prusy Zachodnie) – najwyższa liga piłkarska niemieckiej prowincji Gdańsk-Prusy Zachodnie (Danzig-Westpreußen). Wchodziła w skład Gauliga i istniała w latach 1940–1945.

## Historia

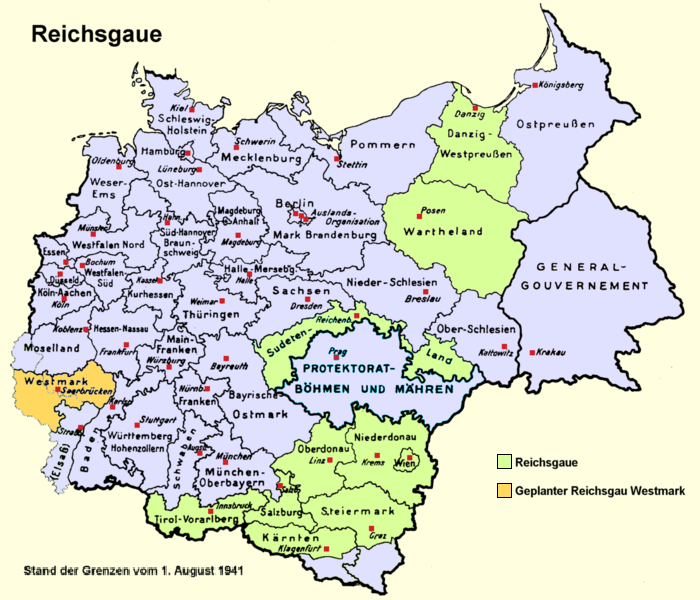
Podział III Rzeszy na okręgi polityczno-administracyjne (Gau)

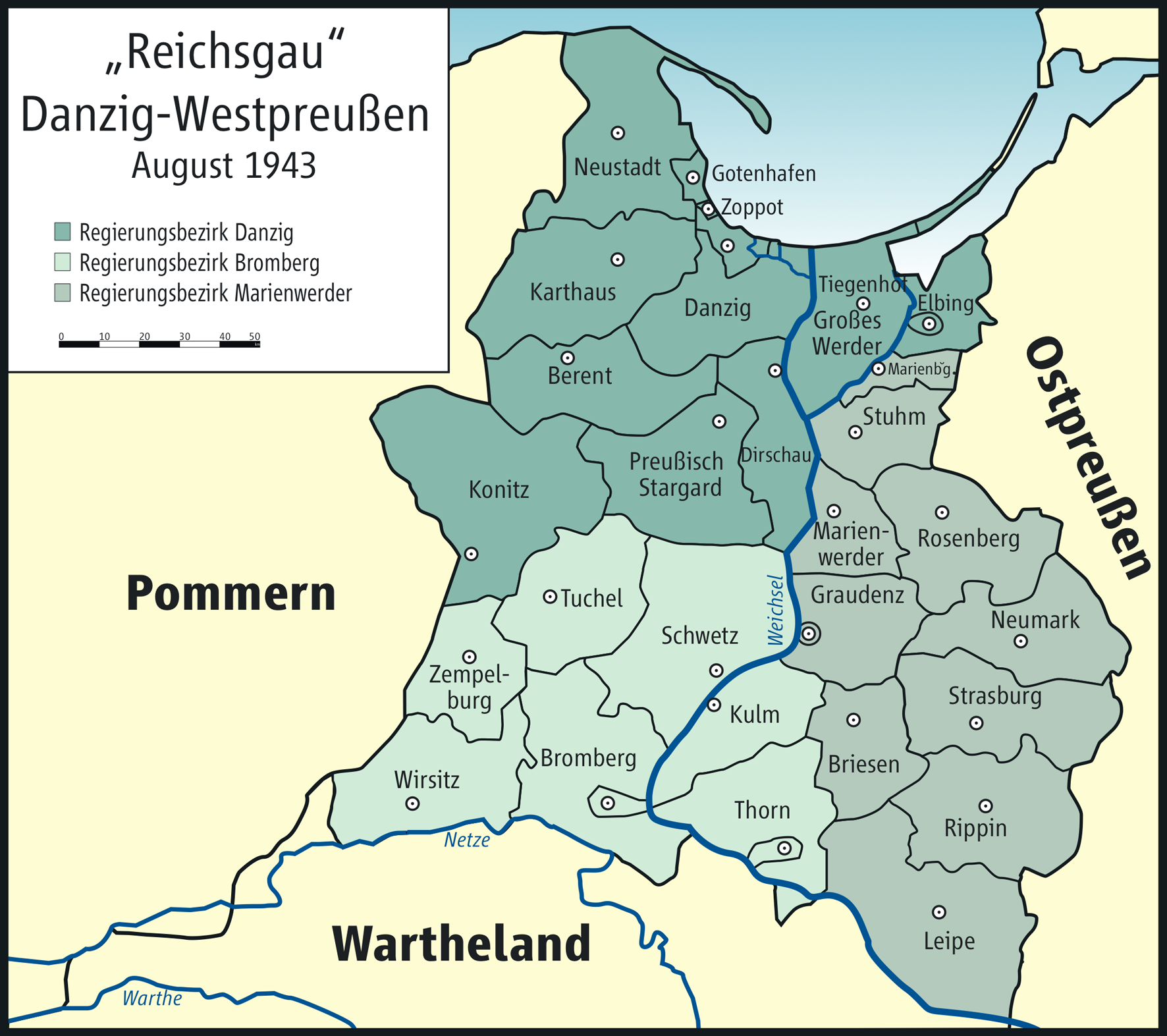
Podział polityczno-administracyjny Prowincji Gdańsk-Prusy Zachodnie na rejencje i miasta powiatowe

Zgodnie z hitlerowską polityką centralizacji rozgrywki piłkarskie podlegały centralnemu urzędowi jakim był Urząd ds. Piłki Nożnej (Fachamt Fuβball; pełna nazwa brzmiała: Fachamt 2 – Fußball, Rugby, Kricket) będący częścią Niemieckiego Związku Rzeszy ds. Ćwiczeń Fizycznych (Reichsbund für Leibesübungen). Efektem tej centralizacji było utworzenie Gauligi – scentralizowanego systemu rozgrywek piłkarskich o mistrzostwo Niemiec, które składały się z dwóch rund:
- rundy regionalnej – rozgrywanej w Okręgach Rzeszy (Gau)
- rundy centralnej – gdzie zwycięzcy okręgów rywalizowali między sobą.

Do roku 1940 kluby piłkarskie z Gdańska (a właściwie Wolnego Miasta Gdańska) grały razem z klubami z Prus Wschodnich w Gaulidze Prusy Wschodnie. Po anektowaniu W.M. Gdańska i przyłączeniu do Rzeszy polskiego Pomorza w 1939, utworzono z tych ziem Okręg Rzeszy Gdańsk-Prusy Zachodnie.
Rozgrywki w Gaulidze toczyły się systemem ligowym, każdy z każdym, mecz i rewanż.
W pierwszym sezonie zakwalifikowano do niej 6 drużyn: SV Preußen Danzig, VfR Hansa Elbing, SV Neufahrwasser, SV Viktoria Elbing, BuEV Danzig, SG OrPo Danzig – czyli wszystkie drużyny z poprzedniego sezonu Gauligi Prusy Wschodnie, które geograficznie przynależały teraz do nowego regionu, oraz SG OrPo Danzig. Pozostałe drużyny umieszczono w niższej lidze 1. Klasa Gdańsk-Prusy Zachodnie (1. Klasse Danzig-Westpreußen) podzielonej na 3 grupy (Rejencje, zwane Bezirk) – łącznie było tam 14 drużyn z dawnego okręgu Prus Wschodnich i 14 drużyn z nowych terenów (min. Bydgoszcz, Grudziądz, Toruń).
W sezonie 1941/1942 z 1. Klasy awansowały trzy drużyny (Post-SG Danzig, SC Wacker Schidlitz i Elbinger SV) oraz z przyczyn politycznych dołączono nowo powstałą drużynę wojskową HUS Marienwerder. Ponieważ nikt nie spadł, liga w nowym sezonie liczyła 10 drużyn.
Kolejny sezon to powiększenie ligi do 11 drużyn. Spadły dwie drużyny elbląskie (VfR Hansa Elbing i Elbinger SV), a w ich miejsce awansowały Lufttwaffen-SV Danzig i Bromberger SG. Zdecydowano się też dokooptować drużynę, która zajęła trzecie miejsce w kwalifikacjach, czyli SV Thorn.
W sezonie 1943/1944 powrócono do 10 drużyn w lidze. Dlatego spadły aż trzy kluby (SC Wacker Schidlitz, SG OrPo Danzig i HUS Marienwerder) a awansowały tylko dwa: Post-SG Gotenhafen i Danziger SC. Ponadto ósma drużyna ligi (Post-SG Danzig) – musiał walczyć w barażu o utrzymanie z trzecią drużyną kwalifikacji (SC Graudenz).
W ostatnim, jak się okazało, sezonie – na dodatek ostatecznie nie rozegranym – liga liczyć miała znów 10 drużyn. Spadły SC Preußen Danzig i Danziger SC, w ich miejsce awansowy dwie drużyny wojskowe: WKG Kriegsmarine Oxhöft i HUS Mewe. Sytuacja na froncie wschodnim (jeszcze 16 lipca 1944 Rosjanie zajęli Grodno, 27 lipca Białystok, 2 sierpnia dotarli do wschodnich przedmieść Warszawy a 29 sierpnia na zachód od Kowna osiągnęli wschodnią granicę z Prusami Wschodnimi) spowodowała, że rozgrywki ligowe zawieszono po zaledwie kilku meczach, i to wyłącznie pomiędzy drużynami z Gdańska i Gdyni. Ponieważ dłuższe podróże na mecze okazały się niemożliwe, wszystkie kluby z okręgu (także te z niższej ligi) które wyraziły chęć dalszej gry, podzielono na cztery grupy: gdańską, gdyńską, elbląską i bydgoską. Dwie pierwsze grupy rozegrały najwięcej meczów (każdy z każdym zagrał co najmniej raz, co w 6-zespołowej grupie gdańskiej oznaczało 7 lub 8 meczów na klub, a w przypadku 5-zespołowej grupy gdyńskiej 6 lub 7 meczów na klub). W grupie elbląskiej liczącej 5 drużyn (a od listopada 1944 tylko 4, po wycofaniu się SC Graudenz) rozegrały one od 2 do 5 spotkań. Grupa bydgoska nie rozpoczęła rozgrywek, co uwzględniając nadchodzący właśnie od południa front, jest całkiem zrozumiałe.

## Skład poszczególnych sezonów
Jak widać z poniższej tabeli tylko trzy drużyny rozegrały (a właściwie miały rozegrać, jeśli uwzględnimy ostatni sezon, który się nie odbył) wszystkie pięć sezonów: SV Neufahrwasser, SV Viktoria Elbing i BuEV Danzig.
| 1940/1941          | 1941/1942           | 1942/1943             | 1943/1944             | 1944/1945                     |
| ------------------ | ------------------- | --------------------- | --------------------- | ----------------------------- |
| SC Preußen Danzig  | SC Preußen Danzig   | SC Preußen Danzig     | SC Preußen Danzig     |                               |
| VfR Hansa Elbing   | VfR Hansa Elbing    |                       |                       |                               |
| SV Neufahrwasser   | SV Neufahrwasser    | SG Neufahrwasser      | SG Neufahrwasser      | KSG Neufahrwasser/ KMA Danzig |
| SV Viktoria Elbing | SV Viktoria Elbing  | SV Viktoria Elbing    | SV Viktoria Elbing    | SV Viktoria Elbing            |
| BuEV Danzig        | BuEV Danzig         | BuEV Danzig           | BuEV Danzig           | BuEV Danzig                   |
| SG OrPo Danzig     | SG OrPo Danzig      | SG OrPo Danzig        |                       |                               |
|                    | HUS Marienwerder    | HUS Marienwerder      |                       |                               |
|                    | Post-SG Danzig      | Post-SG Danzig        | Post-SG Danzig        | Post-SG Danzig                |
|                    | SC Wacker Schidlitz | SC Wacker Schidlitz   |                       |                               |
|                    | Elbinger SV         |                       |                       |                               |
|                    |                     | Lufttwaffen-SV Danzig | Lufttwaffen-SV Danzig | Lufttwaffen-SV Danzig         |
|                    |                     | SV Thorn              | SV Thorn              | SV Thorn                      |
|                    |                     | SG Bromberg           | SG Bromberg           | SG Bromberg                   |
|                    |                     |                       | Post-SG Gotenhafen    | Post-SG Gotenhafen            |
|                    |                     |                       | Danziger SC           |                               |
|                    |                     |                       |                       | WKG Kriegsmarine Oxhöft       |
|                    |                     |                       |                       | HUS Mewe                      |

## Mistrzowie i wicemistrzowie
| Sezon   | Mistrz Gauligi Gdańsk-Prusy Zachodnie | Wicemistrz Gauligi Gdańsk-Prusy Zachodnie | Wynik mistrza Gauligi w centralnej rundzie mistrzostw Niemiec | Mistrz Niemiec           |
| ------- | ------------------------------------- | ----------------------------------------- | ------------------------------------------------------------- | ------------------------ |
| 1940/41 | SC Preußen Danzig                     | VfR Hansa Elbing                          | faza grupowa                                                  | SK Rapid Wien            |
| 1941/42 | HUS Marienwerder                      | SV Neufahrwasser                          | runda kwalifikacyjna                                          | FC Schalke 04            |
| 1942/43 | SV Neufahrwasser                      | Lufttwaffen-SV Danzig                     | ćwierćfinał                                                   | Dresdner SC              |
| 1943/44 | Lufttwaffen-SV Danzig                 | Post-SG Gotenhafen                        | 1. runda                                                      | Dresdner SC              |
| 1944/45 | Rozgrywek nie dokończono              | Rozgrywek nie dokończono                  | Rozgrywek nie dokończono                                      | Rozgrywek nie dokończono |

## Tabela Wszech czasów
| Lp. | Nazwa drużyny            | Punkty | Sezony | S. | Tytuły | Mecze | Z  | R | P  | B + | B – | Lata gry | Naj. miej. |
| --- | ------------------------ | ------ | ------ | -- | ------ | ----- | -- | - | -- | --- | --- | -------- | ---------- |
| 1.  | SV Neufahrwasser         | 82     | 4      | 5  | 1      | 60    | 38 | 6 | 16 | 182 | 134 | 1940–44  | 1          |
| 2.  | SC Preußen Danzig        | 62     | 4      | 4  | 1      | 60    | 28 | 6 | 26 | 160 | 129 | 1940–44  | 1          |
| 3.  | BuEV Danzig              | 55     | 4      | 5  | 0      | 60    | 24 | 7 | 29 | 128 | 126 | 1940–44  | 3          |
| 4.  | Lufttwaffen-SV Danzig    | 54     | 2      | 3  | 1      | 32    | 26 | 2 | 4  | 104 | 44  | 1942–44  | 1          |
| 5.  | SV Viktoria Elbing       | 53     | 4      | 5  | 0      | 60    | 25 | 3 | 32 | 127 | 142 | 1940–44  | 4          |
| 6.  | Post-SG Danzig           | 36     | 3      | 4  | 0      | 50    | 14 | 8 | 28 | 109 | 155 | 1941–44  | 5          |
| 7.  | HUS Marienwerder         | 31     | 2      | 2  | 1      | 18    | 15 | 1 | 2  | 83  | 23  | 1941-43  | 1          |
| 8.  | Post-SG Gotenhafen       | 29     | 1      | 2  | 0      | 20    | 14 | 1 | 3  | 51  | 23  | 1943/44  | 2          |
| 9.  | SG Bromberg              | 29     | 2      | 3  | 0      | 32    | 14 | 1 | 17 | 65  | 74  | 1942–44  | 5          |
| 10. | SV Thorn                 | 28     | 2      | 3  | 0      | 32    | 14 | 0 | 18 | 81  | 81  | 1942–44  | 3          |
| 11. | VfR Hansa Elbing         | 19     | 2      | 2  | 0      | 28    | 7  | 5 | 16 | 42  | 71  | 1940–42  | 2          |
| 12. | SG OrPo Danzig           | 18     | 3      | 3  | 0      | 28    | 8  | 2 | 18 | 56  | 95  | 1940–42  | 6          |
| 13. | SC Wacker Schidlitz      | 15     | 2      | 2  | 0      | 18    | 6  | 3 | 9  | 42  | 53  | 1941/42  | 6          |
| 14. | Elbinger SV              | 12     | 1      | 1  | 0      | 18    | 5  | 2 | 11 | 32  | 63  | 1941/42  | 9          |
| 15. | Danziger SC              | 9      | 1      | 1  | 0      | 18    | 4  | 1 | 13 | 28  | 77  | 1943/44  | 10         |
| 16. | WKG Kriegsmarine Oxhöft1 | -      | 0      | 1  | –      | –     | –  | – | –  | –   | –   | 1944/45  | 0          |
| 16. | HUS Mewe1                | -      | 0      | 1  | –      | –     | –  | – | –  | –   | –   | 1944/45  | 0          |

1Klub wywalczył awans do ligi, ale nie rozegrał w niej żadnego meczu, ponieważ rozgrywki zawieszono.